# Нирод, Михаил Евстафьевич (1852)
Граф  Михаил Евстафьевич Нирод (1852—1930) — российский  обер-егермейстер из рода графов Ниродов.

## Биография
Происходил из графского рода Нирод. Родился в семье генерала от кавалерии, графа Евстафия Евстафьевича Нирода и Паулины Фёдоровны фон Штенгер, дочери генерал-майора А. Ф. Штенгера. Его предком по отцу был Карл Нирот (1650—1712) — шведский военачальник, генерал-губернатор Эстляндии и Финляндии. Племянник генералов — Александра (1805—1881), Михаила (1815—1871) и Николая (1806—1864). Родные братья — Николай (1836—1888) и Максимилиан (1846—1914).
В службе с 1870 года после окончания Пажеского Его Величества корпуса, выпущен подпоручиком гвардии в Конный лейб-гвардии полк. С 1875 года майор в отставке.
С 1878 года на гражданской службе по ведомству министерства императорского двора и уделов. На 1886 год надворный советник, с 1889 года коллежский советник, с 1892 года статский советник — чиновник по особым поручениям при министре императорского двора. В 1894 году получил почётное звание камергера и назначен заведующим Красносельского дворца в Красном Селе. В 1897 году произведён в действительные статские советники с назначением чиновником особых поручений V класса при Главном управлении уделов.
С 1903 года помощник начальника  Удельного ведомства князя В. С. Кочубея. С 1903 года произведён в шталмейстеры Высочайшего двора. С 1910 года так же помимо основных обязанностей был членом от министерства императорского двора и уделов в общем и особых присутствиях Совета по делам местного хозяйства, Комитета по землеустроительным делам и избирался почётным мировым судьёй.
На 1916 год находился в числе первых чинов Императорского двора и имел придворное звание обер-егермейстера и одновременно являлся помощником министра Императорского двора графа В. Б. Фредерикса, в 1917 году — членом Государственного совета.
1 декабря 1917 года Михаил Евстафьевич, состоявший в евангелическо-лютеранском вероисповедании, «вследствие изъявленного им решительного желания, помазанием Св. Мiра, присоединен к Православной Кафолической Восточной церкви, с оставлением ему прежнего имени «Михаил» в честь архангела Божия Михаила, празднуемого Св. Церковью 8 ноября; свидетелем при присоединении был граф Михаил Михайлович Нирод».
Похоронен на кладбище в Сент-Женевьев-де-Буа.

## Награды
Был награждён всеми российскими орденами вплоть до ордена Святого Александра Невского с бриллиантовыми знаками пожалованные ему 22 марта 1915 года.

## Семья
Был женат на фрейлине Софье Фёдоровне Треповой (1853—1927), дочери генерал-адъютанта Ф. Ф. Трепова. Их дети:
- Алексей  (1882—1904) — мичман, младший штурманский офицер крейсера «Варяг». Погиб 26 января 1904 года в бою у Чемульпо. Останки офицера были оставлены на погибающем крейсере и разделили судьбу корабля.
- Георгий  (1884—1905) — мичман, младший штурманский офицер крейсера «Светлана». Убит в Цусимском сражении[13].